# Jerónimo de la Escosura
Jerónimo da Escosura e López de Porto. (Oviedo, 19 de dezembro de 1774 - Madri, 11 de novembro de 1855). Foi um escritor e militar espanhol, pai do escritor Patrício de la Escosura, do engenheiro Luis de la Escosura e Morrogh e do jornalista e dramaturgo Narciso de la Escosura.

## Biografia
Em 1791, ingressou como cadete no Regimiento de Infantaría de Astúrias, combatendo no Rossilhão na guerra de 1793. Depois foi inspetor militar e membro do Estado Maior de Carlos IV. Em 1805, casou-se com Ana Morrogh Wolcott. A invasão francesa de 1808 surpreendeu-lhe em Madri. Colaborou na organização a resistência mas cedo foi feito preso. Fugiu e terminou em Sevilla, para onde se dirigiu a Junta Suprema Central em sua fugida das tropas napoleônicas. Depois da guerra passou a desempenhar ocupações civis: foi tesoureiro de Castilla A Velha e oficial da Secretária de Fazenda (1817-1820). Superintendente da Fábrica de Fumos de Madri em 1826. Em 1841, com a Regencia de Espartero, aposentou-se.
Dedicou nos últimos anos de sua vida a sua vocação de escritor. Tinha publicado uma História de Espanha e em1838 terminava as Histórias de Grécia, Roma e Espanha, que ainda antes de se acabar era livro obrigatório no ensino secundário. Em 1843, foi nomeado acadêmico de número na Real Academia Espanhola, em 1844 da de História e mais tarde na de San Fernando. Seu labor como tradutor se centrou em obras científicas e técnicas do inglês e do francês, bem como algumas dramáticas de Eugène Scribe e novelas de Dumas. Deixou inédito e manuscrito seu discurso de rendimento na Real Academia de História, "Diversos modos antigos e modernos de escrever a História", 1843.

## Obras

### Traduções
- Thomas Tredgold, Tratado das máquinas de vapor. Madri
- Lowry, Conversas sobre economia política, Madri

### Livros escritos
- Compendio de la História de Grécia, Madri
- Compendio de la História de Espanha, Madri
- Compendio de la História de Roma, Madri
- Compendio de la História de Egipto, Madri